# Plantersville (Misisipi)
Plantersville es un pueblo ubicado en el condado de Lee en el estado estadounidense de Misisipi. En el año 2010 tenía una población de 1,155 habitantes y una densidad poblacional de 303.9 personas por km².

## Geografía
Plantersville se encuentra ubicado en las coordenadas 34°12′42″N 88°39′49″O / 34.21167, -88.66361.

## Demografía
Según la Oficina del Censo en 2000 los ingresos medios por hogar en la localidad eran de $26,333 y los ingresos medios por familia eran $32,237. Los hombres tenían unos ingresos medios de $28,125 frente a los $20,069 para las mujeres. La renta per cápita para la localidad era de $12,852. Alrededor del 24.2% de la población estaba por debajo del umbral de pobreza.